# رمل أخضر

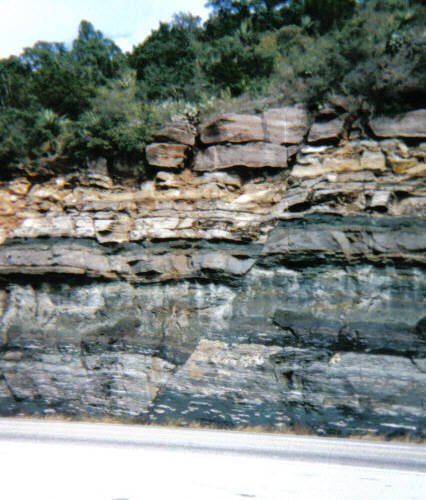
الرمل الأخضر.

الرمل الأخضر أو التراب الأخضر (بالإنجليزية: Greensand)‏، هو إما رمل أو حجر رملي لديه لون أخضر، وهو اسم أعطي للرواسب الغنية بالجلوكونيت أو اسم الصخر للرواسب التي تحتوي على المعدن الأخضـر. هذا المصطلح ينطبق تحديداً على الرواسب البحرية الضحلة والتي تحتوي على كميات ملحوظة من الجلوكونيت.